# Los Negritos de San Blas
La fiesta de Los Negritos de San Blas es una fiesta que se celebra en la localidad extremeña de Montehermoso  (Cáceres) los días 2 y 3 de febrero en honor a San Blas. Es fiesta de interés turístico regional en Extremadura desde el 17 de enero de 2006.

## Celebración
La fiesta se celebra el día 2 por la noche y el 3 por la mañana. En ella participan nueve bailarines con la cara tiznada con corcha quemada (negritos), uno de los cuales es el palotero, quien lleva un zurrón de piel con los utensilios de las danzas.

### 2 de febrero

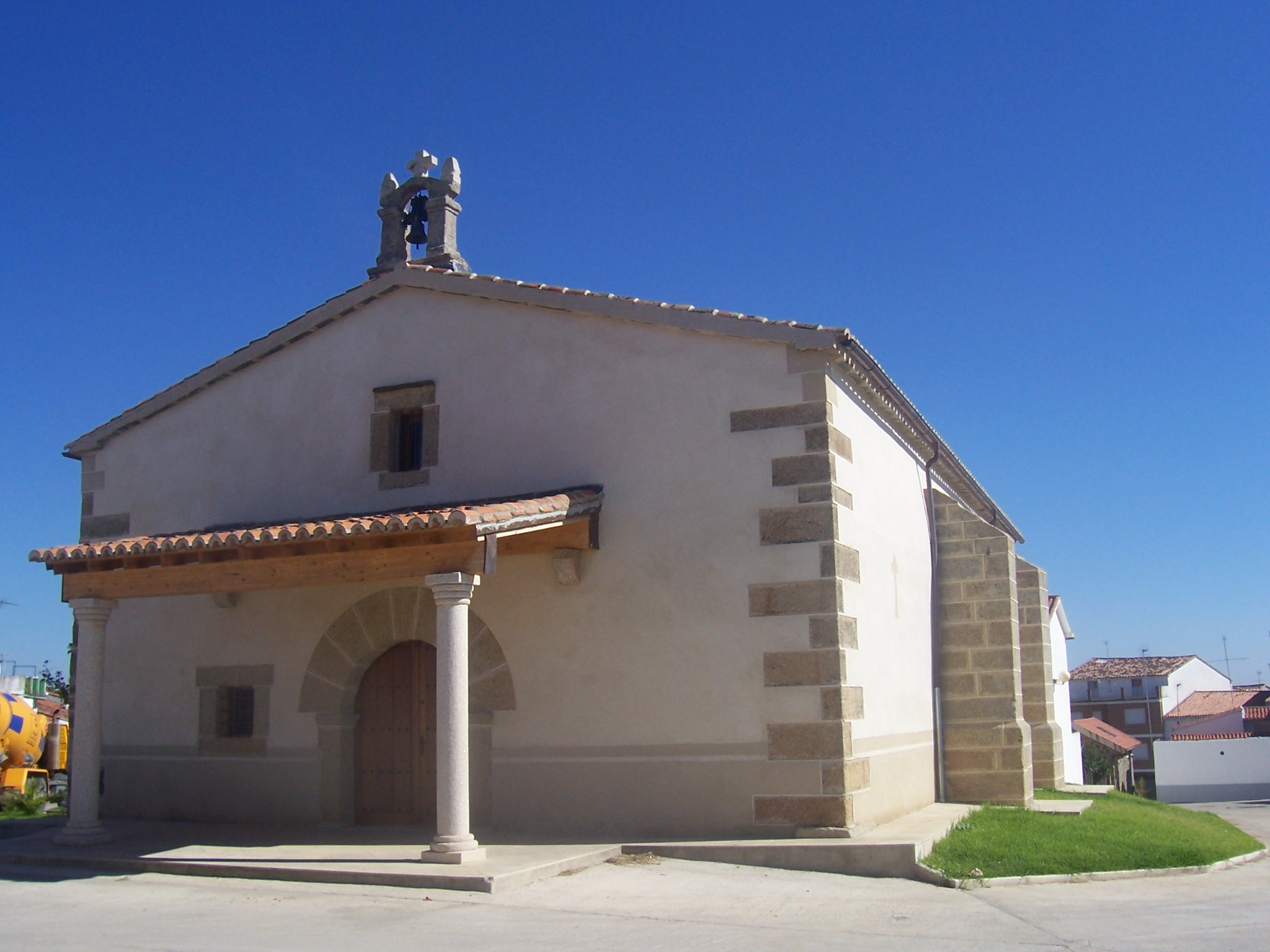
Ermita de San Blas.

La fiesta comienza al atardecer, cuando los negritos acuden a casa del mayordomo con la cara sin tiznar. Cuando las campanas tocan a la Velá, se dirigen a la Iglesia, a la puerta de la cual bailan la Zapateta y recogen al sacerdote. Después visitan la Ermita de San Sebastián, donde veneran y bailan al santo; y a la Ermita de San Blas, donde habitualmente está el santo.
En la ermita de San Blas el palotero intenta bailar la Zapateta, pero los demás negritos se lo impiden y son ellos los que bailan por parejas. Cuando han bailado, permiten bailar al Palotero, pero sus castañuelas, al estar hechas de corcha, no suenan, y el Palotero tiene que solicitar a sus compañeros que le ayuden, pero estos no le hacen caso. Al finalizar el ritual, los negritos acompañan al sacerdote a la iglesia. Durante la Velá, los mayordomos llevan unas antorchas de aceite llamados velones para alumbrar.
Una vez finalizada la Velá, los negritos vuelven a casa del mayordomo, y más tarde, durante la madrugada, los negritos hacen una ronda por las casas de los mayordomos antiguos, en agradecimiento a su devoción al santo.

### 3 de febrero
El 3 de febrero por la mañana, el tamborilero va a casa del palotero y a las de los demás negritos y los acompaña a casa de los mayordomos, donde se tiznan la cara con corcha quemada.
A las 11, una vez tiznados, toca a misa y los mayordomos y negritos se dirigen a la Iglesia y recogen al sacerdote, con quien van a la Ermita de San Blas, donde se le hace la misa al santo. Antiguamente los mayordomos solían llevar en la procesión un estandarte, llamado pendón, con el que uno de ellos se colocaba en las escaleras de acceso al púlpito de la ermita, a modo de escolta, mientras el sacerdote daba el sermón. Hoy en día, sólo llevan estandarte los monaguillos.
Durante la consagración de la misa, el tamborilero toca la Marcha Real con la flauta y el tamboril y los negritos lo acompañan con las castañuelas. Tras la misa, se bendicen los cordones de San Blas, unos cordones de seda que se le ponen a la imagen del santo en la mano durante la misa que, según una creencia popular, protegen de las enfermedades de garganta.
Acabada la misa, San Blas es después llevado en procesión hasta la Plaza de España. A la puerta de la ermita, los negritos bailan la Zapateta, y después durante el pasacalles de la procesión, los negritos continúan bailando. Al llegar a la plaza, se coloca la imagen del santo sobre un pedestal junto al portal de la casa consistorial. Allí es donde los negritos le bailan sus danzas populares al santo.
Una vez terminados los bailes, se traslada la imagen del santo hasta la Iglesia Parroquial, donde permanecerá durante un tiempo. Antiguamente, era costumbre que devotas del santo le dedicaran, antes de los bailes de los negritos en la plaza, loas o alabanzas a al santo, normalmente compuestas por personas que nada tenían que ver con quien las interpretaba.
El resto del día, los negritos y los mayordomos van por las calles del pueblo pidiendo la maná y vendiendo los cordones de San Blas.

## Danzas

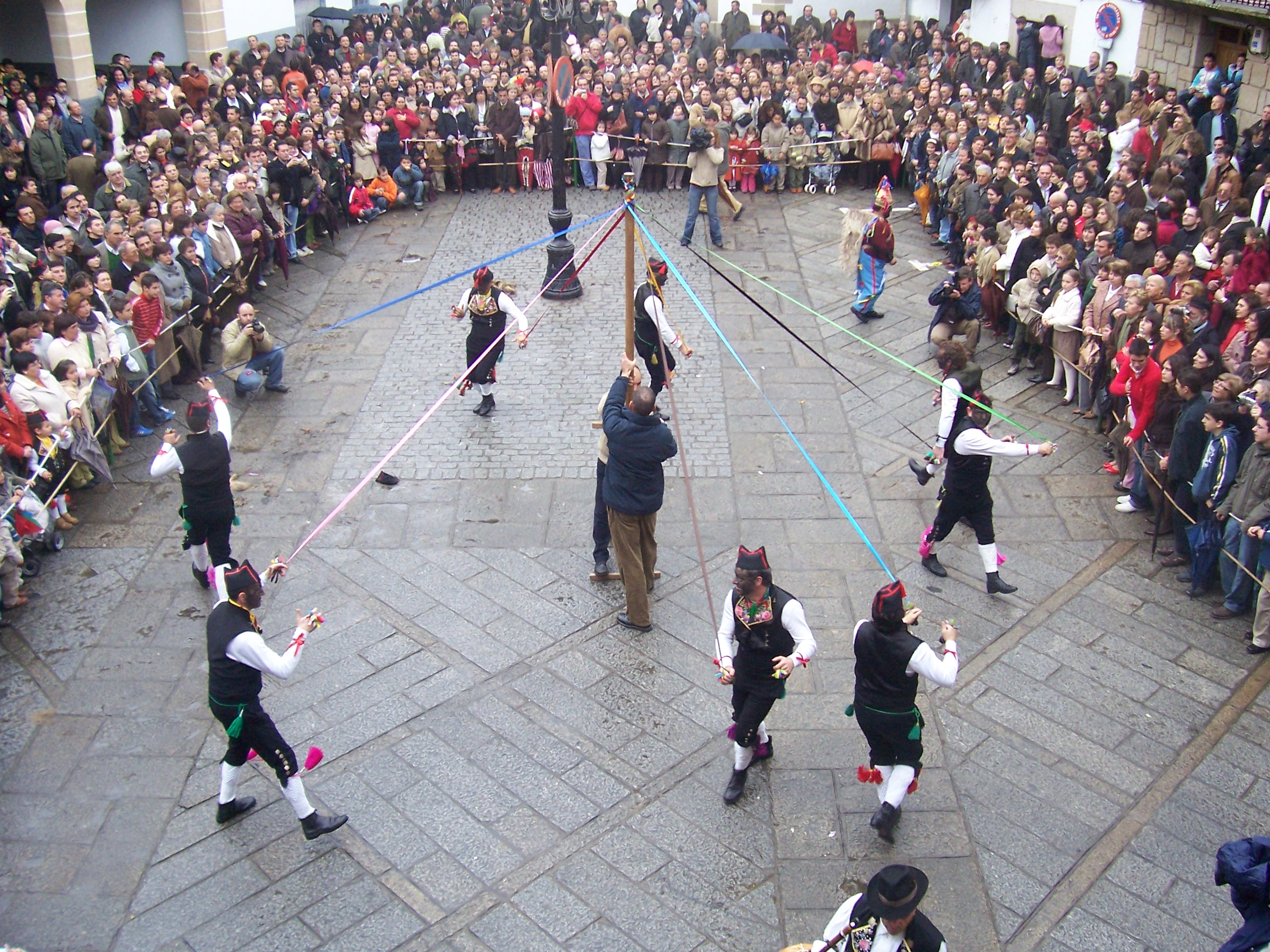
Los Negritos bailando en la Plaza de España el día de San Blas.

Las danzas que los negritos bailan en la Plaza de España el día 3 de febrero son dirigidas por el palotero, quien lleva un zurrón con los instrumentos de los negritos danzantes. Es habitual que durante las danzas el palotero invite al tamborilero y los negritos veteranos para que participen en las danzas.
Las danzas interpretadas son 17:
- La Zapateta
- Los Oficios
- El Mambrú
- El Ama del Cura
- El Cardo
- El Cordón
- La Culebra
- La Danza del Pie
- La Gascona
- La Golondrina
- La Emperadora
- La Moza Gallarda
- La Sorda
- La Zarza
- El Jaramago
- Los Vuelos
- La Zorrita

## Indumentaria
El traje de los negritos es el traje de gala de Montehermoso y está compuesto por un chaleco bordado con botones de filigrana, camiseta, pañuelo de colores, calzón de paño, faja bordada, calcetas, alzapón y chías.
En la cabeza llevan un gorro de aspecto militar, posiblemente traído de la guerra de África por un vecino del pueblo, y que sustituyó a un pañuelo que los negritos llevaban en la cabeza, llamado Rocaol.
El palotero viste de forma diferente al resto de los negritos, y su vestimenta es parecida a la de un bufón, llamativa para conseguir la atención de la gente. En su espalda lleva un zurrón de piel de cabra con los instrumentos del resto del grupo. Lleva un gorro que imita a la mitra de un obispo y castañuelas más grandes que las del resto del grupo.

## Leyendas
La leyenda popular más famosa sobre la fiesta dice que hace siglos una familia muy pobre de siete hermanos se acercaba todos los años por el día de San Blas para pedir limosna. Cuando pasaron 16 años ya habían bailado 16 danzas diferentes y al año siguiente se tuvieron que tiznar la cara de negro para evitar que les reconocieran. Fueron reconocidos y los vecinos les permitieron regresar todos los años al pueblo para interpretar sus danzas con la condición de que bailaran todas las danzas y con las caras tiznadas.